# Сан-Фернандо (футбольний клуб)
Острівний спортивний клуб Сан-Фернандо (ісп. San Fernando Club Deportivo Isleño) — іспанський футбольний клуб з міста Сан-Фернандо. Заснований 2009 року. Станом на сезон 2021-2022 виступав у 2-й групі Прімера Дивізіону КІФФ. Домашні матчі проводить на стадіоні Ібероамерикано місткістю 8000 глядачів.

## Історія
У червні 2009 року історичний міський клуб Сан-Фернандо, який грав ціле десятиліття в Сегунда Дивізіоні, припинив існування через непереборні фінансові труднощі. Його перейменовано в Спортивний клуб Са-Фернандо. Він купив місце іншої місцевої організації, Unión Sporting, (заснованої 2000 року). Клуб почав змагатися в дивізіоні Прімера Андалуса. Перша гра «Сан-Фернандо» проти «Севілья Атлетіко» відбулася 2 серпня 2009 року на Баїя Сур. У ній господарі перемогли з рахунком 2:0. У своєму першому сезоні 2009—2010 «Сан-Фернандо» зумів перейти до Терсера Дивізіону, перемігши в останній грі регулярного чемпіонату «Сан-Роке» на виїзді з рахунком 1-8, а потім у плей-оф за підвищення здолавши «Утрера».
У своєму першому сезоні 2010–2011 в Терсера Дивізіоні клуб посів 2-ге місце, але в плей-оф за підвищення поступився «Ла-Рода» (дві поразки з загальним рахунком 0–4). Зрештою в наступному сезоні 2011-2012 років клуб дійшов до Сегунди B.

## Сезони за дивізіонами
| Сезон     | Рівень | Дивізіон     | Місце       | Кубок Іспанії |
| --------- | ------ | ------------ | ----------- | ------------- |
| 2009—2010 | 5      | Прім. Анд.   | 2-ге        |               |
| 2010—2011 | 4      | Терсера      | 2-ге        |               |
| 2011—2012 | 4      | Терсера      | 2-ге        |               |
| 2012—2013 | 3      | Сегунда Б    | 7-ме        |               |
| 2013—2014 | 3      | Сегунда Б    | 18-те       | 2-й раунд     |
| 2014—2015 | 4      | Терсера      | 2-ге        |               |
| 2015—2016 | 4      | Терсера      | 3-тє        |               |
| 2016—2017 | 3      | Сегунда Б    | 15-те       |               |
| 2017—2018 | 3      | Сегунда Б    | 9-те        |               |
| 2018—2019 | 3      | Сегунда Б    | 8-ме        |               |
| 2019—2020 | 3      | Сегунда Б    | 6-те        |               |
| 2020—2021 | 3      | Сегунда Б    | 2-ге / 5-те | 1-й раунд     |
| 2021—2022 | 3      | Прімера КІФФ |             |               |